# Calophyllum insularum
Calophyllum insularum es una especie de fanerógama en la familia de las clusiáceas.
Es endémica de Indonesia.
Está amenazada por pérdida de hábitat.

## Taxonomía
Calophyllum insularum fue descrita por Peter Francis Stevens y publicado en Journal of the Arnold Arboretum 61: 536. 1980.
Etimología
Calophyllum: nombre genérico que deriva  del griego kalos, "bello", y phyllon, "hoja" y que significa "hoja bella",
insularum: epíteto latino que significa "en una isla".